# A Debut in the Secret Service
A Debut in the Secret Service è un cortometraggio muto del 1914 diretto da Frederick Sullivan.
Fu il terzo e penultimo film diretto da Sullivan della serie di film della Thanhouser sceneggiati da Lloyd Lonergan e basati sulle Adventures of a Diplomatic Free Lance di Clarence Herbert New, una serie di storie pubblicate dalla rivista Blue Book. L'intera serie di film della Thanhouser comprendeva A Leak in the Foreign Office, The Cat's Paw, A Debut in the Secret Service e A Mohammedan Conspiracy.

## Produzione
Il film fu prodotto dalla Thanhouser Film Corporation.

## Distribuzione
Distribuito dalla Mutual Film, uscì nelle sale cinematografiche USA il 7 aprile 1914.